# Йоруба (народ)
Йоруба (йоруба Yorùbá, йюба, йаріба, у Беніні також еде або нага) — один з найбільших бенуе-конґо народів у Західній Африці.

## Територія розселенняі чисельність
Йоруба проживають на південному заході Нігерії та південному сході Беніну (головним чином навколо міста Кету і в районі столиці Порто-Ново), а також на південному сході Гани та у Того (район Атакпаме).

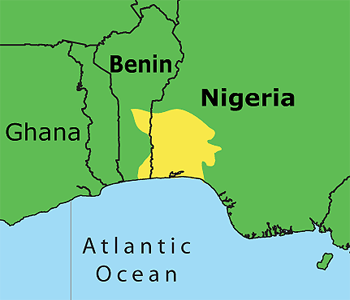
Розселення йоруба

 Чисельність: у Нігерії — бл. 20 млн осіб (бл. 20% населення країни), у Беніні — понад 0,5 млн осіб (відповідно бл. 10% населення країни); у Гані — 0,2 млн осіб, у Того — 0,1 млн осіб.
Йоруба та їх нащадки живуть також у Великій Британії, США, Бразилії (штат Баїя), на Карибах тощо.

## Мова
Мова йоруба належить до підгрупи ква групи нігер-конго нігеро-кордофанської мовної родини. Доволі значне діалектне членування — ойо, іфе, іла, іджебу, екіті, ондо, еґба, ово та ін. Проте діалекти достатньо близькі між собою і не виключають взаємопорозуміння між носіями.
Літературна норма на основі діалекту ово. Писемність на основі латинки. Рівень грамотності серед йоруба — 35% (дані середини 90-их років XX століття).
Мова йоруба — дуже поширена у Нігерії. Має офіційний статус і застосовується для урядових повідомлень. Нею ведеться радіо- і телемовлення, навчання у початкових, середніх і вищих школах, читаються лекції в університетах, мовою йоруба здійснюється друкування періодики і книговидання.

## Історія

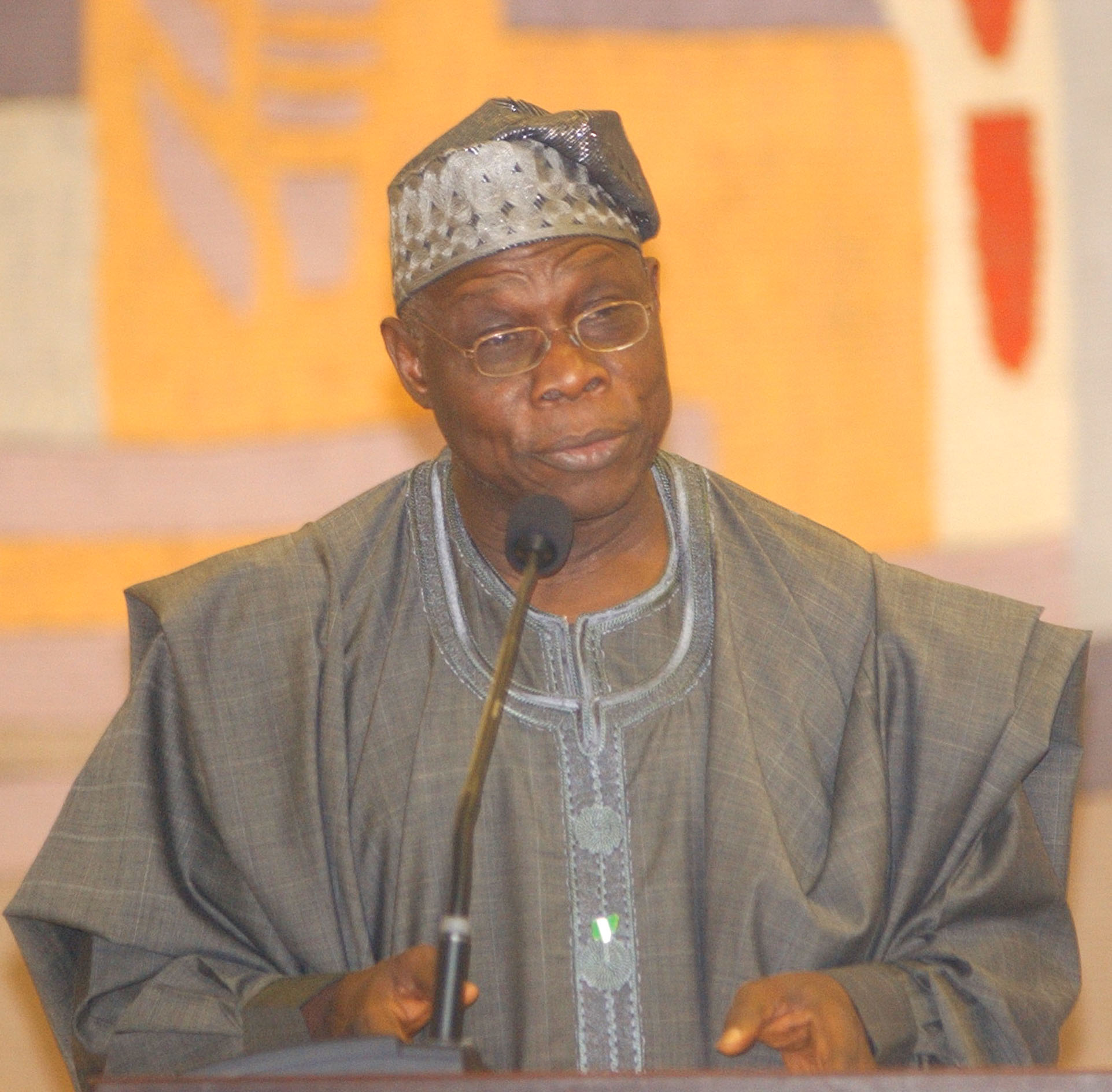
Олусеґун Обасанджо -Президент Нігерії (1999–2007)

Археологічні дослідження свідчать про можливу автохтонність народу йоруба на сучасних землях проживання. Проте, також існують версії про походження йоруба, принаймні предків пануючої еліти (одудуа) з Єгипту. Подібні гіпотези підкріплені схожістю скульптур та інших артефактів матеріальної культури Стародавнього Єгипту з тими, що були знайдені під час розкопок давніх міст-держав йоруба, зокрема Іфе.

Давня централізована протодержава йоруба складалась із близько 25 королівств (міст-держав), з-поміж яких Іфе-Іле традиційно визначалось як найголовніше та найбільше. Його заснування відносять до 850 р. Основний суперник Іфе місто-держава Ойо (на північний схід від Іфе) виникло бл. 1350 р. І до сьогодні королями йоруба традиційно вважаються правителі цих двох міст — відповідно Оні Іфе та Алафін (Олофін) Ойо. Інші важливі королівства — Льєша та Екіті на північному сході; Кету, Шабе, Егбадо, Льєбу та Аворі на південному заході; Ондо, Ово, Ітсекірі на південному сході.
У XV ст. не без допомоги португальських військ, чию експансію зазвичай пов'язують з початком використання йоруба коней, було створено імперію Ойо. Протягом усього існування цієї держави її роздирали на шматки розбрат і ворожнеча. Врешті, наприкінці 18-го ст. завирувала громадянська війна, і звернення одного з угрупувань йоруба до вождів фулані призвело до того, що близько 1830 року саме фулані встановлюють повний контроль над імперією Ойо. Це змусило багатьох йоруба емігрувати далі на південь, де вони заснували нові міста — Ібадан та Абеокута. Мешканці та вихідці з Абеокути — субетнічна група йоруба еґба. У 1888 році за підтримки англійських посередників чільники йоруба та фулані підписують угоду, згідно з якою перші (фулані) повертають собі панування над своєю територією.
У 1901 р. Йорубаленд (земля йоруба) офіційно входить до складу Британської імперії, яка проте не стала привносити значних змін і тиску в традиційне адміністрування йоруба. Після набуття незалежності Нігерії від Англії у 1960 році йоруба відіграють провідну роль у нігерійському супільстві.
Під час колонізації Америки, зокрема Бразилії, було завезено багато підневільних робітників із Західної Африки. Значну частину серед них становили вихідці з племен йоруба. Саме вони і поклали початок йоруба діаспорам у Бразилії та на островах басейну Карибського моря. Оскільки Нігерія довгий час перебувала під егідою Британської імперії, значна община йоруба є і у Великій Британії.
Йоруба Нігерії — провідна нація країни, доволі сучасна й активно втягнута в процеси глобалізації. Вихідцями йоруба є більшість відомих нігерійських політиків, наприклад до субетнічної групи йоруба еґба належить президент Нігерії Олусеґун Обасанждо (1999–2007 роки).

## Традиційне управління і господарство
Політичні та соціальні системи в йоруба є досить розвинутими й великою мірою варіюються від краю до краю. Кожний край (держава) має своє головне місто, в якому засідає центральна влада — король і рада старійшин. Як правило, рада старійшин допомагає королю в ухваленні рішень.
Економіка Йорубаленду характеризується переважанням сільськогосподарського сектору. Основні вирощувані культури — какао (на експорт), ямс, камей, кола, кассава, кукурудза, бавовник тощо. Скотарство представлено розведенням овець і кіз. У минулому значну роль відігравало мисливство (на слонів, леопардів, антилоп). При цьому ж йоруба історично урбаністична нація — велика кількість щільно заселених міст з сільськогосподарськими передмістями, фактично полями.
У йоруба дуже розвинуті ремесла — ткацтво, гончарство, плетіння, і особливо різьбярство по дереву і ковальство. З дерева майстри йоруба виготовляли різноманітне домашнє начиння і посуд, маски, фігурки оріш (божеств) тощо. Багато виробів йоруба з дерева, кераміки і заліза є справжніми витворами мистецтва, і цілком справедливо експонуються в багатьох етнографічних музеях світу.
Будучи провідним народом регіону, йоруба були і зостаються вправними торговцями.

## Матеріальна культура
Йоруба — здавна високо урбанізована нація. Традиційне планування поселень — вуличне, вздовж шляху. Нерідко одне поселення «витікає» з іншого, творячи своєрідні житлові конгломерати. Чисельність населення у селах йоруба може сягати 5 тисяч чоловік.
Традиційне житло — одноповерхова прямокутна будівля, що являє собою каркас зі стовпів з дерева, вимащений глиною як зовні, так і всередині. Двохсхилу або чотирьохсхилу стріху зроблено або з пальмового листя, або з гофрованого заліза. Садиба, зазвичай, містить декілька житлових приміщень — в залежності від кількості родин, кількості дружин господаря тощо. З господарських будівель — комори.

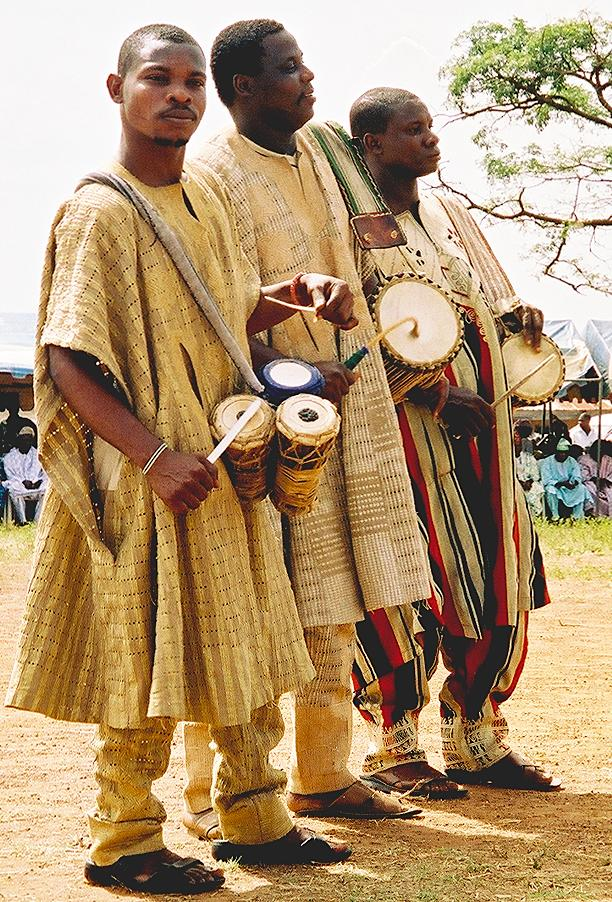
Барабанщики йоруба в традиційному вбранні

 Традиційний одяг йоруба не виходить з ужитку і в теперішній час. Чоловічий одяг нерідко яскравіший, ніж жіночий. Обов'язкова деталь жіночого туалету — головна пов'язка (їхні дизайн, кольори широко варіюються). Символом достатку вважається костюм європейського пошиву.
Національна кухня багата на страви з ямсу. З нього готують найвідомішу західно-африканську страву фуфу. Також популярні страви з кукурудзи, різноманітні каші тощо. Широко і у великій кількості застосовують спеції. М'ясні і рибні страви — печені, приправлені різними гострими соусами. З жирів використовують пальмову олію. Національні напої — пальмове вино (ему) та пиво.

## Духовна культура і міфологія йоруба

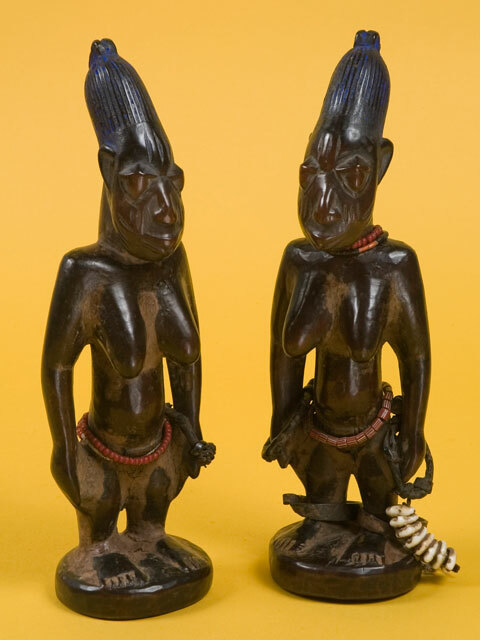
Персонажі героїчних міфів — пара близнюків народу Йоруба

У йоруба надзвичано багатий фольклор, представлений як прозовими, так і поетичними жанрами. Як і в багатьох інших народів Західної Африки в суспільстві йоруба були професійні музики, співаки та оповідачі.
Міфологія йоруба представлена цілим пантеоном богів (оріша).
Крім загальних богів повсюдно поширені місцеві і навіть кланові божества.
Для відправлення культів наймогутніших оріша споруджуються храми та існує інститут жерців.
Жерці і знахарі відігравали, а подекуди у сільській місцевості відіграють і зараз, значну роль у суспільстві.
Дуже велике значення у йоруба мав культ Іфи. Його жерці вважалися найголовнішими серед інших.
У йоруба зберігаються численні народні свята. Зазвичай на свята влаштовують різноманітні масковані вистави, танці, виконують численні ритуали тощо.
Головним сакральним об'єктом та символом самоідентифікації для всього народу йоруба є Священний гай Осун-Осогбо, розташований на берегах річки Осун, в околиці міста Осогбо, штату Осун Нігерії. Він містить велику кількість скульптур, святилищ і витворів мистецтва, присвячених богині родючості Осун та іншим божествам йоруба. Є одним з останніх священних лісів цієї культури, що збереглися. 2005 року його було внесено до Переліку об'єктів Світової спадщини ЮНЕСКО. Щорічно в Осогбо проводиться фестиваль, який традиційно завершується святковою ходою всього народу до Священного гаю.

## Внесок у світову культуру народу йоруба
- Єдиний нігерійський нобелівський лауреат — у галузі літератури за 1986 рік — Воле Шоїнка Wole Soyinka (нар. 1934 р.) за етнічним походженням еґба — йоруба з району Абеокути (штат Оґун). Також до еґба належить відомий у світі нігерійський історик Сабурі Біобаку (Saburi Biobaku, 1918–2001) — творець історіографії йоруба.
- Відомий сучасний нігерійський письменник Амос Тутуола за національністю йоруба. У своїх творах він плідно використовує фольклорні образи і сюжети рідного народу.
- Синкретичні релігії і релігійні практики вуду, що виникли і поширилися з Гаїті, Куби та Бразилії за основу мали та́кож і вірування та повір'я йоруба.

## Цікаві факти, пов'язані з йоруба
- Йоруба варять пиво з кукурудзи, а також цукрової тростини і бананів.
- За уявленнями йоруба існує 401 різне божество. Складність міфологічних систем дає право порівняти міфологію йоруба з давньогрецькою міфологією.
- У країнах басейну Карибського моря (Центральна Америка), в тому числі і на Кубі усіх чорношкірих прийнято називати або йоруба, або конґо, попри їхнє справжнє етнічне походження.
- Сара Форбс Бонетта, що походила з народу йоруба, була вихованкою та хресною дочкою британської королеви Вікторії.